# بيروليسين
البيروليسين (بالإنجليزية: Pyrrolysine)‏ واختصارا (Pyl أو O ) هو حمض أميني غير قياسي مصاوغه اليساري (L) هو أحد الأحماض الأمينية الـ22 المركبة للبروتين، يشفَّر في جزيئات الرنا الرسول بكودون التوقف (كهرمان-UAG) بتواجد تسلسل غرز يسمى العنصر PYLIS، يُستخدم في التخليق الحيوي للبروتين لدى بعض العتائق المولدة للميثان والبكتيريا، وهو غير متواجد لدى الإنسان. يحتوي مجموعة أمينية-α ( في حالة مبرتنة +NH3- تحت الظروف البيولوجية)، ومجموعة حمض كربكسولي (في حالة فقدان بروتون –COO− تحت الظروف البيولوجية). سلسلته الجانبية البيرولينية مماثلة لنظيرتها لدى الليسين في كونها قاعدية وموجبة الشحنة في أس هيدروجيني معتدل.

## علم الوراثة
تُخلّق جميع البروتينات تقريبا باستخدام 20 حمضا أمينيا قياسيا كوحدات بناء، ويوجد حمضان غير قياسيان يُشفّران جينيا هما السيلينوسيستئين والبيروليسين. تم اكتشاف البيروليسين سنة 2002 في الموقع النشط لإنزيم ناقلة الميثيل لبكتيريا قديمة مولدة للميثان (ميثانية رزمية باركيرية). يشفَّر هذا الحمض الأميني بالكودون UAG (وهو كودون توقف في العادة) وتخليقة وإدراجه في البروتينات تتوسطه آلية بيولوجية مشفَّرة من قبل العنقود الجيني pylTSBCD .

## التركيب
تم الاكتشاف بواسطة علم البلورات السيني ومطيافية الكتلة مالدي أن البيروليسين مكون من 4-ميثيل بيرولين-5-كاربوكسيلايت مرتبط أميديا مع ϵN لليسين.

## التخليق
يخلَّق البيروليسين حيويا بربط جزيئي L-ليسين. يحوَّل أحد الجزيئين أولا إلى (3R)-ميثيل-D-أورنيثين، والذي يُربط بعد ذلك مع حمض الليسين الثاني. تتم إزالة مجموعة NH2، وتتبع ذلك مرحلة تفاعل تحلق وبلمهة لينتج L-بيروليسين.